# Microstegium steenisii
Microstegium steenisii är en gräsart som beskrevs av Pieter Jansen. Microstegium steenisii ingår i släktet Microstegium och familjen gräs. Inga underarter finns listade i Catalogue of Life.